# Air North
Air North Charter and Training Ltd., que opera como Air North, Yukon's Airline, es una aerolínea canadiense con sede en Whitehorse, Yukón. Opera servicios regulares de pasajeros, chárter, de carga y de asistencia en tierra en todo el Yukón, con vuelos a los Territorios del Noroeste, Alaska, Columbia Británica, Alberta y Ontario. Su base principal es el Aeropuerto Internacional de Whitehorse.

## Destinos
A diciembre de 2014, Air North ofrece servicios regulares para los siguientes destinos.
Air North también ofrece servicios chárter de pasajeros, carga y combinados en todo el Yukón y en América del Norte. Tanto los HS-748s y 737s son fletados con regularidad para la minería, silvicultura, equipos deportivos, lodges de pesca y una variedad de otros clientes.

## Flota
A febrero de 2024, la flota de Air Norte consta de los siguientes aviones, con una edad media de 28,6 años:

## Accidentes e incidentes
- El 20 de septiembre de 1987, un Piper PA-31 Navajo C-GPAC se estrelló en un vuelo de Whitehorse a Juneau, Alaska matando a las cinco personas a bordo. El avión se estrelló en un glaciar a 1400 m.[8]

- El 19 de agosto de 1995, un Douglas C-47B C-GZOF se estrelló en la aproximación al Aeropuerto Internacional de Vancouver, en Richmond, Columbia Británica matando a uno de los tres tripulantes. El avión estaba en un vuelo al Aeropuerto Prince Rupert cuando la hélice de estribor entró en exceso de velocidad y se tomó la decisión de regresar a Vancouver.[9]

- El 14 de agosto de 1996, un Douglas DC-4 C-FGNI se estrelló poco después de despegar de la mina Bronson Creek en el norte de Columbia Británica con tres tripulantes y una carga completa a bordo. Durante el ascenso inicial el motor #2 se incendió y finalmente se separó de la aeronave. La tripulación intentó llevar el avión de regreso a tierra, sin embargo, la aeronave no podía mantener la altitud con tres motores y la tripulación aterrizó en un arroyo cerca de 1,2 millas náuticas de la pista de aterrizaje, donde los tres tripulantes fueron capaces de escapar de los escombros. El primer oficial y jefe de carga nadaron hasta la orilla, pero lamentablemente el capitán nunca fue encontrado y se presume que se ahogó.[10]